# Александар Галимов
Александар Галимов (рус. Александр Саидгереевич Галимов; Јарослављ, 2. мај 1985 — Москва, 12. септембар 2011) био је руски хокејаш који је у тренутку смрти играо у Локомотиви Јарослављ.

## Каријера
Галимов је прошао све млађе категорије Локомотиве. За први тим је дебитовао 2004. године.
Са младим тимом Русије освојио је сребрну медаљу на Светском купу 2005. За сениорску репрезентацију Русије дебитовао је 2009. на Купу Карјала у Финској где је одиграо три меча.

## Авионска несрећа 2011.
Дана 7. септембра 2011, авион Јак-42, носећи скоро цео тим Локомотиве, срушио се недалеко од Јарославља. Тим је путовао у Минск где је требало да играју на отварању сезоне са Динамом. У авиону је било укупно 45 људи, 37 путника и 8 чланова посаде. Погинуло је 43 људи. Александар Галимов и инжењер лета Александар Сизов су једини преживели. Галимов је у критичном стању са опекотинама преко 90 одсто његовог тела пребачен у болницу. Дана 8. септембра, одлучено је да се Галимов пребаци у Москву на лечење, на институт за хирургију Вишневски.
Александар Галимов је 12. септембра 2011. преминуо у болници у Москви.

## Статистика
| 2004/05 | Локомотива Јарослављ | СЛР | 41 | 1  | 1  | 2  | 37 | 9  | 0 | 0 | 0  | 0  |
| 2005/06 | Локомотива Јарослављ | СЛР | 35 | 5  | 3  | 8  | 46 | 11 | 3 | 0 | 3  | 2  |
| 2006/07 | Локомотива Јарослављ | СЛР | 54 | 16 | 13 | 29 | 50 | 7  | 1 | 1 | 2  | 10 |
| 2007/08 | Локомотива Јарослављ | СЛР | 51 | 9  | 9  | 18 | 45 | 10 | 0 | 0 | 0  | 14 |
| 2008/09 | Локомотива Јарослављ | КХЛ | 55 | 7  | 6  | 13 | 28 | 19 | 2 | 2 | 4  | 8  |
| 2009/10 | Локомотива Јарослављ | КХЛ | 52 | 13 | 12 | 25 | 46 | 16 | 8 | 6 | 14 | 33 |
| 2010/11 | Локомотива Јарослављ | КХЛ | 53 | 13 | 18 | 31 | 31 | 18 | 9 | 5 | 14 | 10 |